# Ethiopia International 2013
Die Ethiopia International 2013 im Badminton fanden vom 17. bis zum 20. Oktober 2013 in Addis Abeba statt.

## Austragungsort
- Arat Kilo Sports & Education Centre, Addis Abeba

## Sieger und Platzierte
| Disziplin    | Gold                                      | Silber                           | Bronze                                       |
| ------------ | ----------------------------------------- | -------------------------------- | -------------------------------------------- |
| Herreneinzel | Chongo Mulenga                            | Adham Hatem Elgamal              | Huessin Abdelrahman                          |
| Herreneinzel | Chongo Mulenga                            | Adham Hatem Elgamal              | Teera Reta                                   |
| Dameneinzel  | Doha Hany                                 | Yerusksew Legssey Tura           | Melat Belete                                 |
| Dameneinzel  | Doha Hany                                 | Yerusksew Legssey Tura           | Naja Mohamed                                 |
| Herrendoppel | Huessin Abdelrahman Adham Hatem Elgamal   | Mekonen Gebrelu Asrar Seid       | Ermiyas Tamrat Degefe Asnake Getachew Sahilu |
| Herrendoppel | Huessin Abdelrahman Adham Hatem Elgamal   | Mekonen Gebrelu Asrar Seid       | Teklu Endale Teera Reta                      |
| Damendoppel  | Firehiwot Getachew Yerusksew Legssey Tura | Doha Hany Naja Mohamed           | Eyerusalem Kidanemariam Rediate Leyikun      |
| Damendoppel  | Firehiwot Getachew Yerusksew Legssey Tura | Doha Hany Naja Mohamed           | Samrawit Berhanu Mahilet Daniel              |
| Mixed        | Huessin Abdelrahman Doha Hany             | Adham Hatem Elgamal Naja Mohamed | Teera Reta Firehiwot Getachew                |
| Mixed        | Huessin Abdelrahman Doha Hany             | Adham Hatem Elgamal Naja Mohamed | Asrar Seid Melat Belete                      |